# 湘郷市
湘郷市（しょうきょう-し）は中華人民共和国湖南省湘潭市に位置する県級市。

## 歴史
湘郷の名は前漢のとき湘郷侯が封ぜられたのに始まる。後漢のときに爵名が県名となり、零陵郡に属した。三国時代の呉のときに衡陽郡に属した。南朝宋のとき連道県を湘郷県に編入し、隋のとき湘郷県は衡山県に編入された。唐代に再び湘郷県が設置され、潭州に属した。元代で湘郷州に昇格したが、明代に県に戻された。1952年に西南部に双峰県が設置され、西部が藍田県（現在の漣源市）に編入された。1986年、県から県級市に昇格した。

## 行政区画
- 街道：望春門街道、新湘路街道、昆侖橋街道、東山街道
- 鎮：山棗鎮、栗山鎮、中沙鎮、虞唐鎮、潭市鎮、棋梓鎮、壺天鎮、翻江鎮、金石鎮、白田鎮、月山鎮、泉塘鎮、梅橋鎮、毛田鎮、竜洞鎮
- 郷：東郊郷、金藪郷、育塅郷

## 経済
農業・セメント工業が主要な産業である。また石灰石が産出する。